# Đỉnh
Đỉnh là một điểm trên một bề mặt cao hơn độ cao so với tất cả các điểm ngay bên cạnh nó. Về mặt toán học đỉnh là điểm có độ cao lớn nhất tại địa phương .

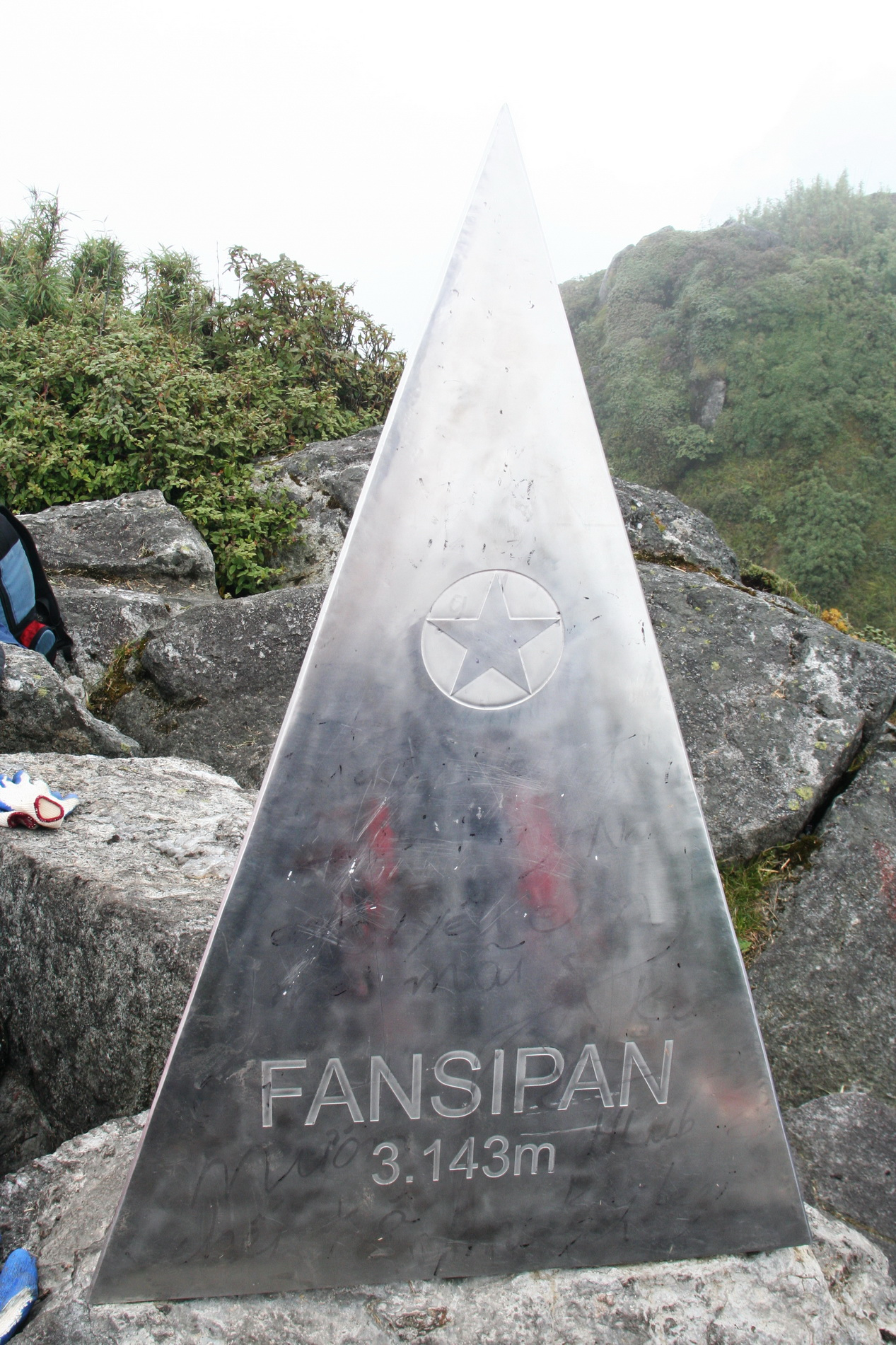
Đỉnh Phan Xi Păng
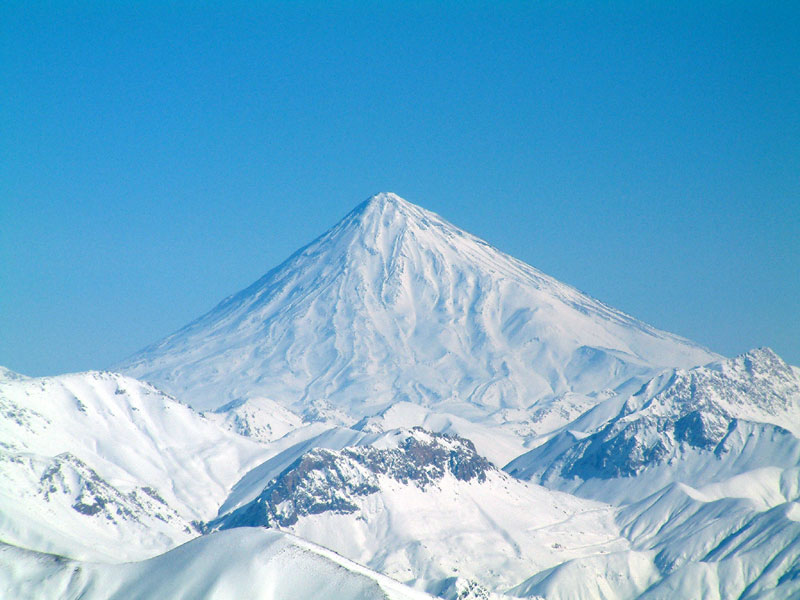
Đỉnh núi Damavand, Iran, mùa đông
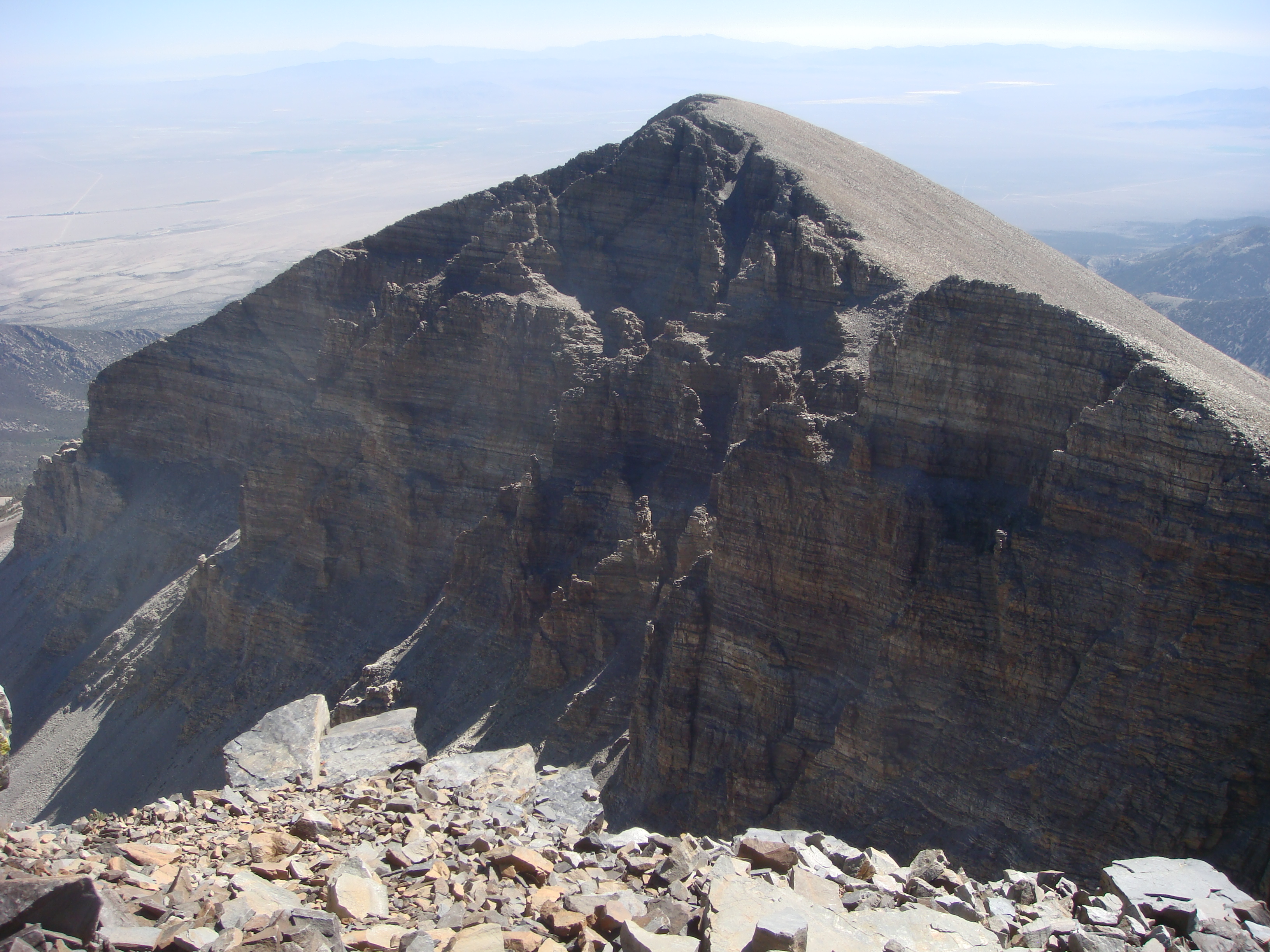
Đỉnh núi Jeff Davis Peak, một trong các đỉnh cao nhất Nevada, Hoa Kỳ
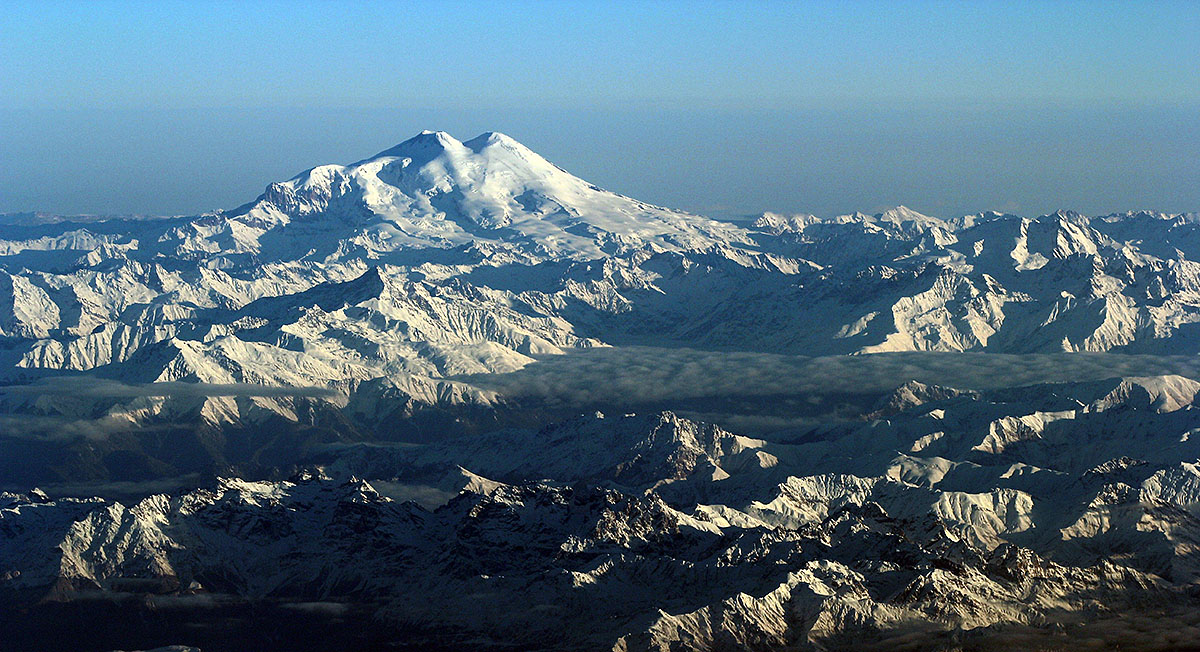
Elbrus với hai đỉnh núi ở Kavkaz, Nga